# Неравенство Белла — Клаузера — Хорна — Шимони
Неравенство Белла — Клаузера — Хорна — Шимони, неравенство CHSH — неравенство, задающее свойство корреляции четырёх случайных величин. Для составной квантовой системы при помощи этого неравенства доказывается несовместимость её классического описания в соответствии с принципом локальности c предсказывемыми квантовой теорией и наблюдаемыми на опыте значениями коррелированности между данными измерений её подсистем (теорема Белла), Получило наименование неравенство CHSH в честь Джона Клаузера, Майкла Хорна, Абнера Шимони и Ричарда Холта, которые вывели его в 1969 году. Это неравенство, которое, как и исходное неравенство Джона Стюарта Белла, обязательно истинно, если существуют локальные скрытые переменные, предположение, которое иногда называют локальный реализм. На практике это неравенство нарушается современными экспериментами в области квантовой механики.

## Формулировка и доказательство
Пусть {\displaystyle X_{j},Y_{k},j,k=1,2}  — случайные величины на произвольном вероятностном пространстве {\displaystyle \Omega } такие, что {\displaystyle \left|X_{j}\right|\leqslant 1,\left|Y_{k}\right|\leqslant 1}.
Тогда для любого распределения вероятностей {\displaystyle P} на {\displaystyle \Omega } корреляция этих величин удовлетворяет неравенству
{\displaystyle \left|\mathbb {E} X_{1}Y_{1}+\mathbb {E} X_{1}Y_{2}+\mathbb {E} X_{2}Y_{1}-\mathbb {E} X_{2}Y_{2}\right|\leqslant 2}, 
где {\displaystyle \mathbb {E} } - математическое ожидание, соответствующее распределению {\displaystyle P}.
Доказательство исходит из неравенства:
{\displaystyle \left|X_{1}Y_{1}+X_{1}Y_{2}+X_{2}Y_{1}-X_{2}Y_{2}\right|\leqslant \left|Y_{1}+Y_{2}\right|+\left|Y_{1}-Y_{2}\right|\leqslant 2\max \left\{\left|Y_{1}\right|,\left|Y_{2}\right|\right\}}
Из него следует неравенство 
{\displaystyle -2\leqslant X_{1}Y_{1}+X_{1}Y_{2}+X_{2}Y_{1}-X_{2}Y_{2}\leqslant 2}
Усредняя его по распределению {\displaystyle P}, получаем искомое неравенство.